# Bidama
Bidama (tiếng Ả Rập: بداما; cũng đánh vần Bdama và Badama) là một thị trấn ở miền bắc Syria, một phần hành chính của Tỉnh Idlib, nằm ở phía tây bắc Idlib dọc biên giới với Thổ Nhĩ Kỳ. Các địa phương gần đó bao gồm al-Najiyah ở phía đông nam, Jisr al-Shughur ở phía đông, Shughur al-Fuqani và al-Janudiyah ở phía đông bắc. Theo Cục Thống kê Trung ương Syria, Bidama có dân số 4.162 người trong cuộc điều tra dân số năm 2004. Thị trấn cũng là trung tâm hành chính và là địa phương lớn thứ hai của Bidama nahiyah, bao gồm 14 địa phương với dân số kết hợp là 18.501 vào năm 2004. Cư dân của nó chủ yếu là người Hồi giáo Sunni.
Di tích cổ nằm ngay phía đông bắc của thị trấn.